# 狭萼白透骨消
狭萼白透骨消（学名：Glechoma biondiana var. angustituba）为唇形科活血丹属下的一个变种。

## 扩展阅读
- 維基物種上的相關：狭萼白透骨消